# Malthonea glaucina
Malthonea glaucina là một loài bọ cánh cứng trong họ Cerambycidae.